# Leicester (Nova York)
Leicester és una població dels Estats Units a l'estat de Nova York. Segons el cens del 2000 tenia 469 habitants.

## Demografia
Segons el cens del 2000, Leicester tenia 469 habitants, 175 habitatges, i 130 famílies. La densitat de població era de 503 habitants/km².
Dels 175 habitatges en un 35,4% hi vivien nens de menys de 18 anys, en un 57,7% hi vivien parelles casades, en un 10,9% dones solteres, i en un 25,7% no eren unitats familiars. En el 21,1% dels habitatges hi vivien persones soles el 8,6% de les quals corresponia a persones de 65 anys o més que vivien soles. El nombre mitjà de persones vivint en cada habitatge era de 2,53 i el nombre mitjà de persones que vivien en cada família era de 2,9.
Per edats la població es repartia de la següent manera: un 23,9% tenia menys de 18 anys, un 5,3% entre 18 i 24, un 29,2% entre 25 i 44, un 23,9% de 45 a 60 i un 17,7% 65 anys o més.
L'edat mediana era de 40 anys. Per cada 100 dones de 18 o més anys hi havia 110 homes.
La renda mediana per habitatge era de 43.750 $ i la renda mediana per família de 55.357 $. Els homes tenien una renda mediana de 33.750 $ mentre que les dones 27.386 $. La renda per capita de la població era de 18.752 $. Entorn del 6,4% de les famílies i el 13,1% de la població estaven per davall del llindar de pobresa.